# برندون بارکر
برندون بارکر (انگلیسی: Brandon Barker؛ زادهٔ ۴ اکتبر ۱۹۹۶) بازیکن فوتبال اهل بریتانیا است.
از باشگاه‌هایی که در آن بازی کرده‌است می‌توان به باشگاه فوتبال منچستر سیتی و باشگاه فوتبال روترهام یونایتد اشاره کرد.